# Twierdza Chełmno

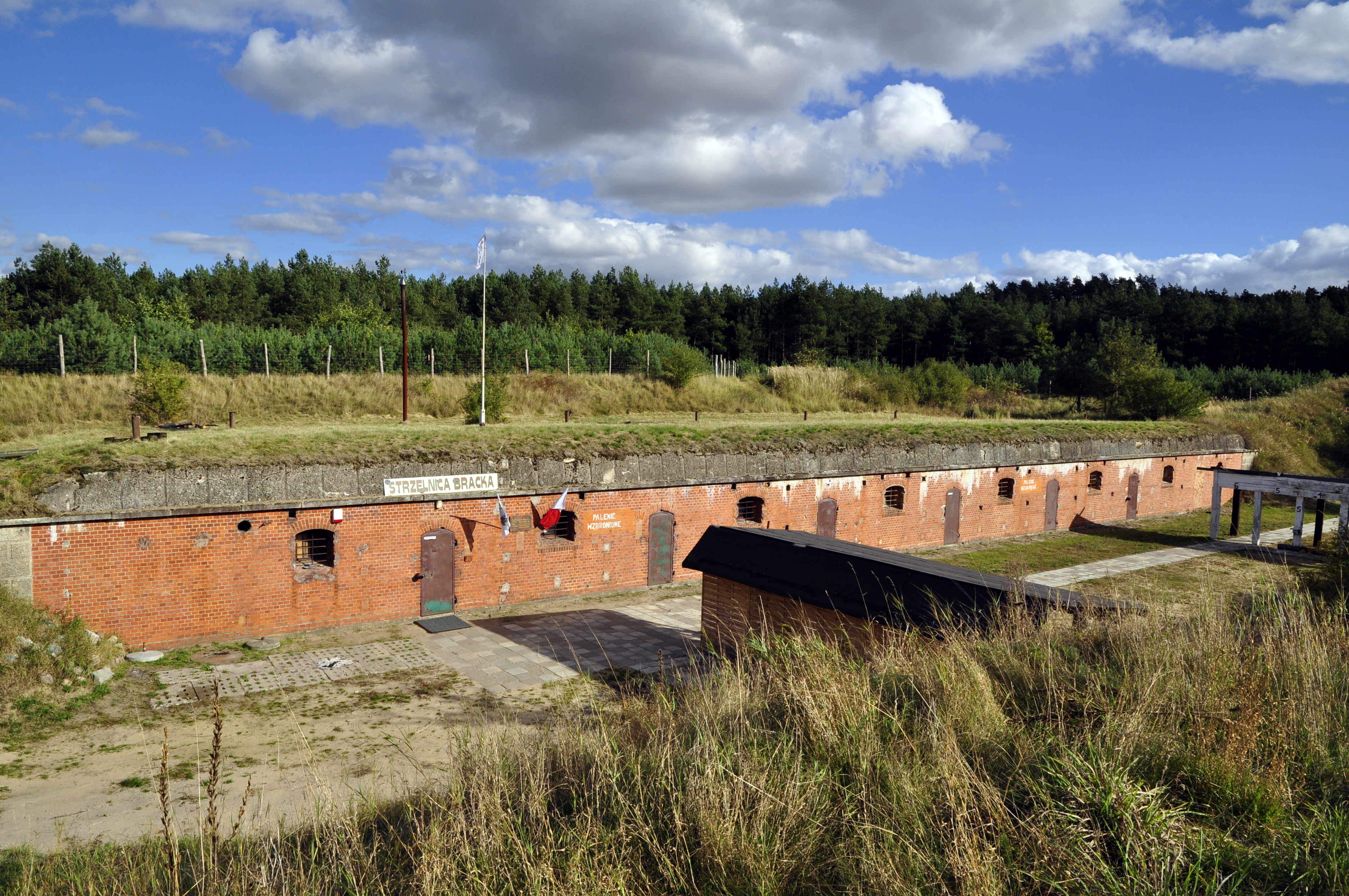
Fort VIII w zespole Twierdzy Chełmno w Klamrach

Twierdza Chełmno (niem. Festung Kulm) – twierdza na południowych i południowo-wschodnich przedpolach Chełmna, wzniesiona w latach 1901–1909 przez władze pruskie, rozbudowana w latach 1914–1915, po wybuchu I wojny światowej.
 Budynek wpisany jest do rejestru zabytków pod nr rej.: A/1511/1-30 z 14.02.1980
Początkowo w skład fortyfikacji twierdzy Chełmno wchodziło osiem dzieł piechoty, dwie stałe baterie artylerii i cztery schrony piechoty; w latach 1914–1915 wybudowano sześć nowych schronów piechoty oraz osiem artyleryjskich schronów amunicyjnych.
Oprócz fortyfikacji bojowych w skład twierdzy wchodziły również budowle zaplecza, w tym składnica sprzętu mostowego, magazyny artyleryjskie i dwukondygnacyjna wozownia artyleryjska.